# لم چو
لم چو (Chow's Lemma)، که براساس نام وی-لیانگ چو نامگذاری شده، یکی از نتایج بنیادین هندسه جبری می‌باشد. این لم به بیان نادقیق و کلی می‌گوید: ریخت سره، تا حد خوبی نزدیک به ریخت تصویری است. به بیان دقیق‌تر، نسخه‌ای از آن بیان می‌دارد که:
اگر {\displaystyle X} اسکیمی باشد که روی پایه نوتری چون {\displaystyle S} سره باشد، آنگاه S-اسکیمی چون {\displaystyle X'} و S-ریخت پوشایی چون {\displaystyle f\colon X'\rightarrow X} وجود دارند که یکریختی {\displaystyle f^{-1}(U)\simeq U} را برای مجموعه باز چگالی چون {\displaystyle U\subseteq X} القاء می‌کند.